# Calyptocephalellidae
Calyptocephalellidae là một họ động vật lưỡng cư trong bộ Anura. Họ này có 4 loài.

## Phân loại học
Họ Calyptocephalellidae gồm các chi loài sau:
- Chi Calyptocephalella Strand, 1928
  - Calyptocephalella gayi
- Chi Telmatobufo Schmidt, 1952 
  - Telmatobufo australis
  - Telmatobufo bullocki
  - Telmatobufo ignotus Cuevas, 2010
  - Telmatobufo venustus

## Hình ảnh

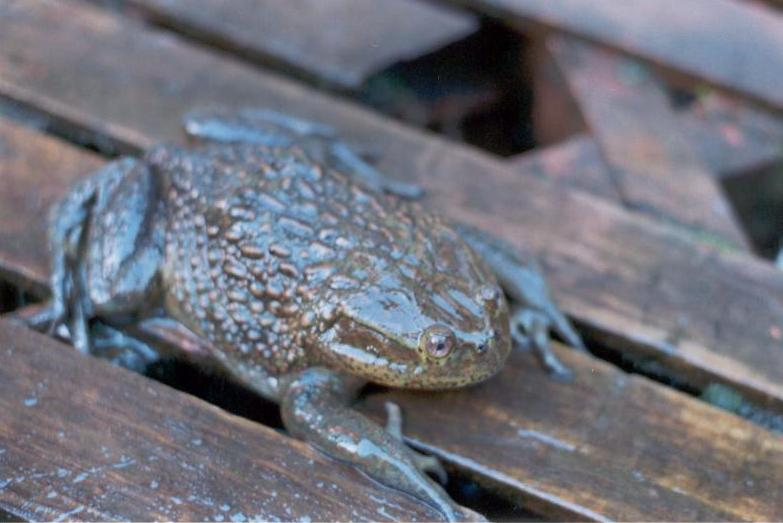